# Anacarsis
Anacarsis (în greacă veche Ἀνάχαρσις) a fost un filozof scit. Acesta este cunoscut pentru călătoria sa din tărâmul său natal, aflat la nordul Mării Negre (în Ucraina de astăzi) până în Atena la începutul secolului al VI-lea î.Hr.. A făcut o mare impresie grecilor antici ca un exemplu de barbar educat. Este considerat un filozof cinic.